# Rene a spugna midollare
Il rene a spugna midollare o più precisamente malattia di Cacchi Ricci è una malattia cistica della midollare renale a patogenesi sconosciuta caratterizzata dalla presenza di dilatazioni multiple dei dotti collettori.

## Definizione
Il termine rene a spugna midollare identifica un'alterazione in senso cistico dei dotti collettori che percorrono la porzione midollare del rene. In questo senso, deve essere distinta dalla malattia policistica renale autosomica dominante in cui le cisti sono presenti anche a livello corticale renale.

## Anatomia patologica
Le cisti, solitamente visibili in vicinanza della papilla renale, sono frapposte ai dotti collettori dilatati e solitamente sono costituite da liquido limpido-paglierino. L'epitelio che ricopre il pavimento cistico è spesso di tipo cuboidale e meno spesso di transizione.

## Profilo clinico
Il rene a spugna midollare è spesso scoperto in corso di altri esami strumentali, come un'ecografia epatica o addominale. Nella maggior parte dei casi decorre in maniera silente e non necessita di ulteriori indagini o terapie. Tuttavia, il rene a spugna midollare è una condizione predisponente ad infezioni (pielonefrite) o alla formazione di calcoli urinari. In alcuni casi, per soffusione emorragica traumatica o spontanea, può essere presente ematuria.